# Wigners teorem
Wigners teorem, bevisat år 1931 av Eugene Wigner, är en hörnsten av kvantmekanikens matematiska formulering. Teoremet specificerar hur fysikens symmetrier som rotationer, translationer och CPT verkar på hilbertrumets tillstånd.
Enligt teoremet verkar en godtycklig symmetri som en unitär eller antiunitär transformation i  Hilbertrummet. Närmare preciserat utsäger den att en surjektiv avbildning {\displaystyle T:H\rightarrow H} på ett komplext hilbertrum {\displaystyle H} som satisfierar
{\displaystyle |\langle Tx,Ty\rangle |=|\langle x,y\rangle |}
för alla {\displaystyle x,y\in H} har formen {\displaystyle Tx=\varphi (x)Ux}
för alla {\displaystyle x\in H}, där {\displaystyle \varphi :H\rightarrow \mathbb {C} } har modulus ett och {\displaystyle U:H\rightarrow H} är antingen unitär eller antiunitär.